# Frans van Mieris der Jüngere

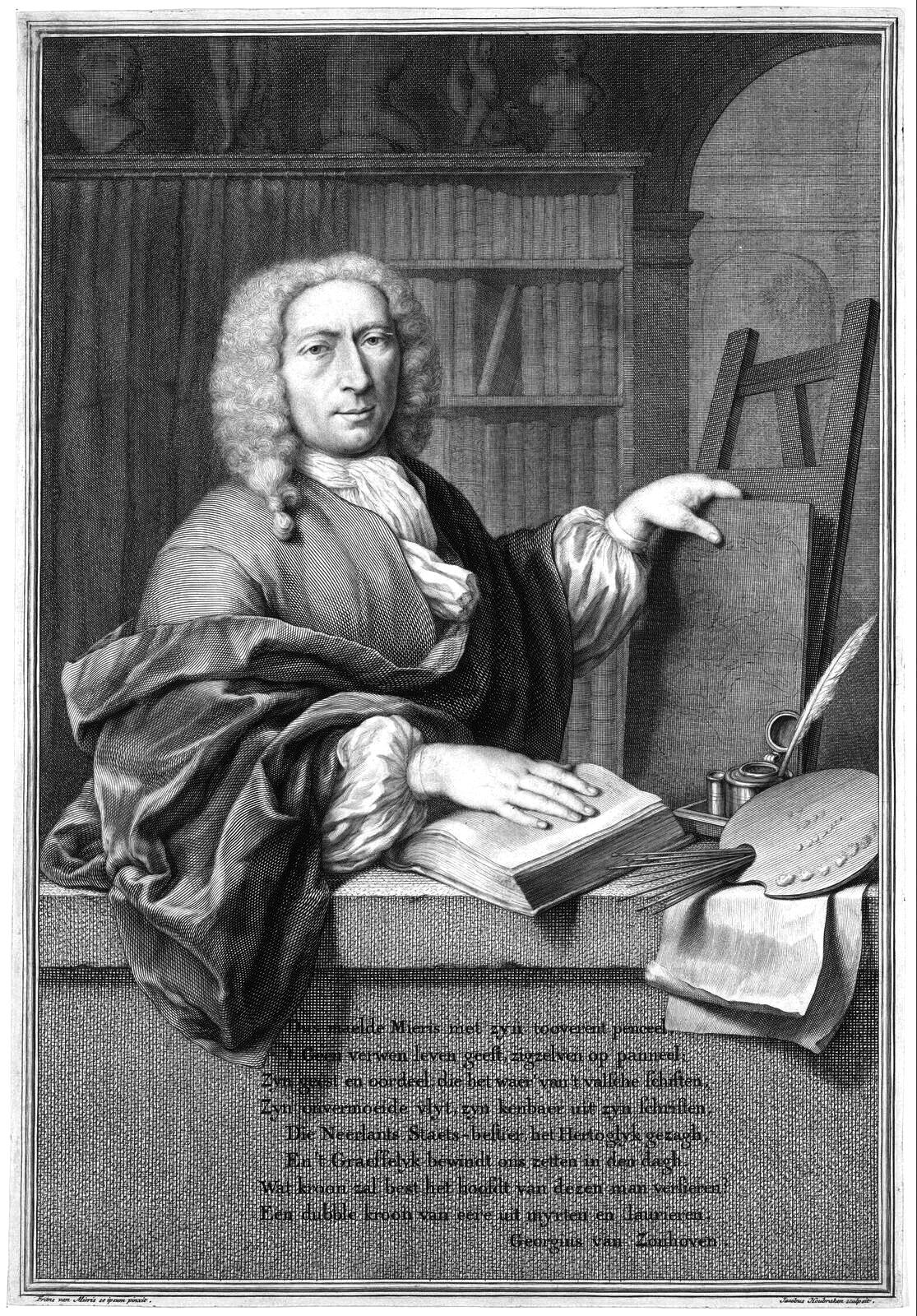
Frans van Mieris (II) (Jacob Houbraken)

Frans van Mieris der Jüngere (* 24. Dezember 1689 in Leiden; † 22. Oktober 1763 in Leiden) war ein niederländischer Genre- und Bildnismaler und Radierer. Er ging bei seinem Vater Willem van Mieris, einem Sohn des berühmten Frans van Mieris dem Älteren, in die Lehre. Er setzte, wie schon sein Vater und Großvater, konsequent die Tradition der von Gerard Dou begründeten Leidener Feinmalerei fort.

## Werke
- "Historie der nederlandsche vorsten" (Haag 1732–35, 3 Bde.)
- "Groot charterboek der graven van Holland, van Zeeland en herren van vriesland" (Leipz. 1753–56, 4 Bde.)
- "Handvesten der stad Leyden" (Leiden 1759, 2 Bde.; den 1. Band sowie die Zusätze zu demselben besorgte Daniel van Alphen).